# Sabine Hoffmann

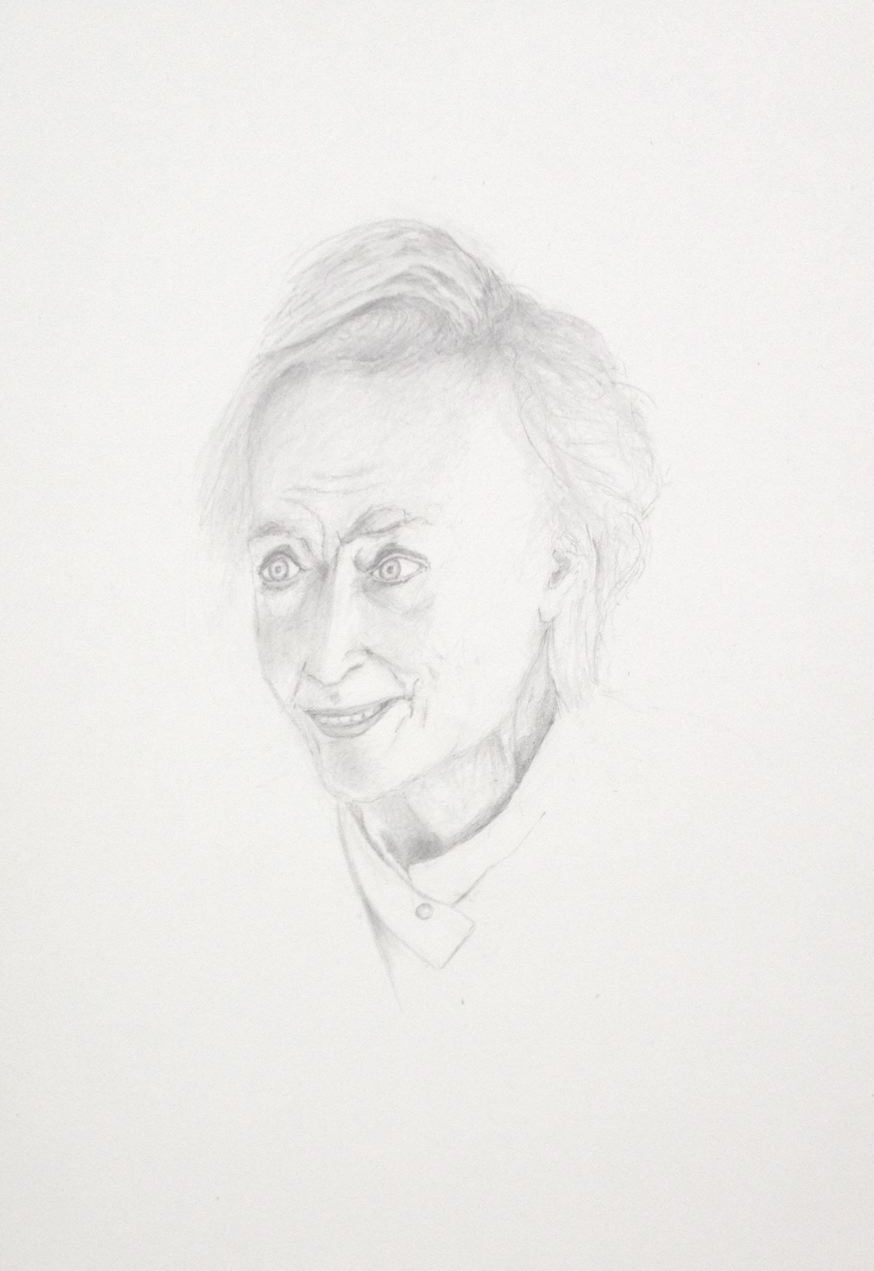
Sabine Hoffmann, gezeichnet von Ursula Stock

Sabine Hoffmann (* 22. Oktober 1926 in Danzig; † 13. Dezember 2016 in Stuttgart) war eine deutsche Malerin und Bildhauerin.

## Leben

### Familie und Werdegang
Sabine Hoffmann war die zweite von vier Töchtern des Rechtsanwalts und Notars Otto Hoffmann und dessen Ehefrau Charlotte, Apothekerin. Ihre Eltern waren beide kunstinteressiert; ihre Mutter hatte eine ausgebildete Altstimme und ihr Vater sammelte Originalgrafiken der Expressionisten und pflegte seiner Tochter das Gesammelte sonntags zu erklären, unter anderem anhand eines kleinen Ölbilds von Franz Marc mit drei bunten Pferden und eines Aquarells von Max Pechstein mit dem sogenannten Italienblick in Nidden die Moderne Kunst darzustellen.
Sie besuchte zunächst die Volksschule Danzig-Langfuhr (heute Wrzeszcz) und danach die private höhere Mädchenschule Stephan Waetzhold Lyzeum. An der Viktoriaschule wurde ihr am 1. März 1945 das Notabitur zuerkannt.
Obwohl ihre Eltern in der Zeit des Nationalsozialismus ihren jüdischen und polnischen Bekannten geholfen hatten, wurde ihr Vater, nach der Eroberung Danzigs durch die Rote Armee, abgeholt und verschleppt; die Familie erhielt kein Lebenszeichen mehr, auch keine Todesnachricht.
Nachdem ihre Mutter mit der Familie im Herbst 1945 in den Westen nach Mainz übergesiedelt war, wollte Sabine Hoffmann an den Kölner Werkschulen Steinbildhauerei studieren, hierfür wurden jedoch nur Männer, vor allem Kriegsheimkehrer, zugelassen; sie studierte daraufhin von 1947 bis 1950 Freie Grafik bei Alfred Will.
Von 1950 bis 1952 hielt sie sich in Paris auf und befasste sich dort mit den neuen Kunstströmungen, bei denen sie unter anderem Pablo Picasso und Antoni Tàpies entdeckte. Sie war hier allerdings nicht künstlerisch tätig, sondern erledigte Übersetzungsarbeiten für eine deutsche Jüdin und synchronisierte in den Filmstudios von Boulogne-Billancourt; außerdem besuchte sie einen Russischkurs am Institut für Orientalische Sprachen (heute Institut national des langues et civilisations orientales), was ihr den Aufenthalt sicherte.
Nach ihrer Rückkehr nach Deutschland, fand sie keine Möglichkeit, mit freier Kunst oder Illustration Geld zu verdienen, aber dank ihrer Sprachkenntnisse fand sie eine Stelle bei der schwedischen Fluggesellschaft SAS Scandinavian Airlines, erst in Frankfurt am Main, von 1956 an in Stuttgart und wechselte 1962 als Sekretärin zur Merz-Schule; ab 1969 lehrte sie Freie Grafik an der Merz-Akademie.
In ihrer Freizeit beschäftigte sie sich mit Malerei, Zeichnung und Druckgrafik; 1982 begann sie auch mit dreidimensionalen Arbeiten, mehrteilige Wandobjekte, Metallreliefs und Steinplastiken.
Nachdem sie 1985 in den Ruhestand gegangen war, begann sie ihre Karriere als freie Künstlerin, hatte aber auch schon seit Ende der 60er Jahre regelmäßig Grafiken ausgestellt, Radierungen und Lithografien, gedruckt auf einer eigenen Presse oder in der Werkstatt des Stuttgarter Künstlerhauses in der Reuchlinstraße, hergestellt.
Gemäß ihrem 2011 fixierten Wunsch wurde die Urne mit ihrer Asche im Anonymen Gemeinschaftsfeld auf dem Dornhaldenfriedhof in Stuttgart beigesetzt.

### Künstlerisches und politisches Wirken
Nach ihrem Neubeginn als Künstlerin, kanalisierte Sabine Hoffmann das in ihr Angestaute und ihr Hauptanliegen wurde das politische Engagement mittels der Kunst. Sie wollte nach außen hin wirken und den Menschen Zusammenhänge bewusstmachen. Ihre künstlerische Kreativität und ihre politische Aktivität wurden durch das aktuelle Zeitgeschehen sowie die Grundbedingungen menschlicher Existenz herausgefordert. So schuf sie nach Claude Lanzmanns Film Shoah 1986 die Shoa-Tafeln zur Erinnerung an die polnischen KZ-Häftlinge, die die Wälder selbst roden mussten, um ihre Baracken zu bauen. Während des Zweiten Golfkriegs 1990/91 entstanden Schutz-Räume, zehn je zwei Meter hohe Objekte, fragile, anthropomorphe, begehbare Behausungen als symbolische Rückzugsorte, die zuerst im Schloss Solitude und später an anderen Orten gezeigt wurden.

Ihre Installationen zeigten kraftvolle Raumeindrücke und wurden durch die Verwendung von „armen“ Materialien wirksam.

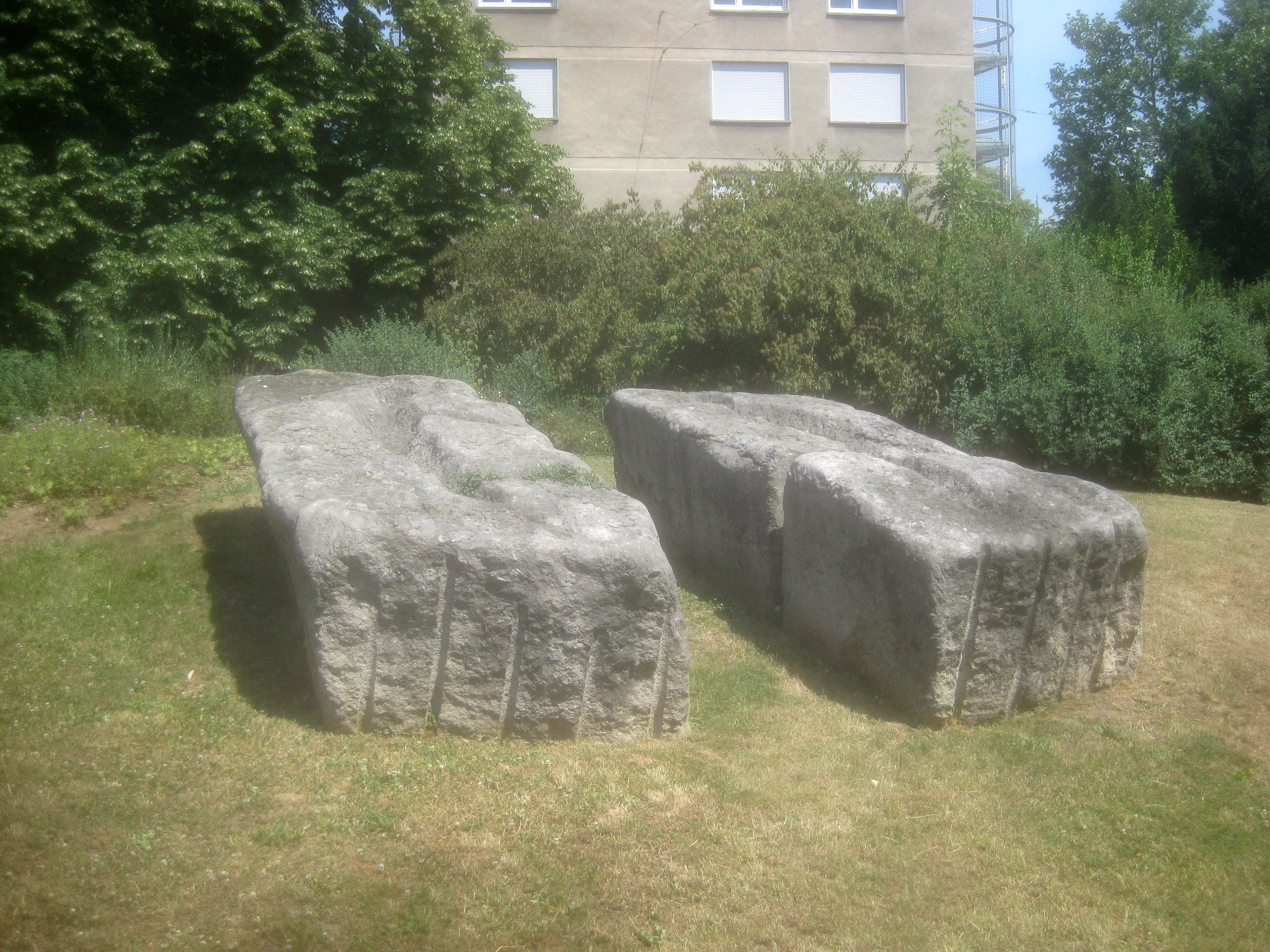
Doppelskulptur Euroterra

Ein immer wiederkehrendes Thema waren liegende und lebensgroße Körper, so unter anderem ausgeführt in dem Skulpturenprojekt Euro-Terra, das sie selbst so beschrieben hat: Ein Mann und eine Frau sind liegend einander zugewandt, in kerbenartiger Vertiefung aus den Blöcken herausgearbeitet. Schnittstellen zeugen von der Gespaltenheit des Menschen, die durch die formale Geschlossenheit der Skulpturen aufgehoben, gleichsam geheilt ist. Je nach Umgebung werden sich in den Körpermulden im Lauf der Zeit Samen, Sand und Wasser sammeln, Vegetation entstehen. Der Mensch, sonst oft ein Schädling in der Natur, wird hier unlösbar mit ihr verbunden und gibt, eingebettet in den Stein als Bestandteil der Erde, Lebendiges an die Zukunft weiter. Die beiden drei Meter langen Blöcke aus Muschelkalk wurden von der Stadt Stuttgart erworben und auf dem Platz der Deutschen Einheit nahe der Liederhalle aufgestellt (siehe auch Kultur- und Kongresszentrum Liederhalle#Sabine Hoffmann: „Euroterra“ (11)).
Weiterhin schuf sie die Wandgestaltung der Marmor Reliefs zum Thema Kommunikation in der großen Schalterhalle des Postamts I in Stuttgart in einer Künstlergemeinschaft mit Doris Cordes-Vollert.
Ein weiteres Projekt war Farben der Geschichte ab 1999: Das Hemd als des Menschen nahestes Kleidungsstück trägt Lebensspuren und Zeugnisse der Geschichte eines Landes. Hemdobjekte wurden freischwebend installiert in Kaliningrad, Paris, Berlin, Stuttgart, Jerusalem, Masada in Israel, New York, Gdansk, Durban in Südafrika, bei Carrara, Vilnius in Litauen und Priay in Frankreich.
Ihre Grafiken in Schwarz-Weiß-Kontrasten aus Kreidezeichnungen, Lithografien, Radierungen und Aquarelle betitelte sie unter anderem mit Einzelhaft, Wiedergutmachung, Das mongoloide Kind, Die Wehrdienstverweigerer und Judas Ischariot und umreißen nur einige ihrer wichtigsten Themen, die sie oft in Serien abhandelte.
Gelegentlich erstellte sie auch sogenannte Malerbücher, die ihr einfach nur Spaß bereiten, mit Lithografien oder Zeichnungen zu Dichtungen von Federico García Lorca, Friedrich Schiller, Nâzım Hikmet und Pablo Neruda.
2002 wurden etwa 200 ihrer Werke der Kunstsammlung Würth übertragen und mit dem Erlös errichtete sie ihre Kunststiftung Sabine Hoffmann, um alle drei Jahre einen mit 3000 Euro dotierten Preis an eine Künstlerin zu verleihen, deren Werk von der Auseinandersetzung mit der Condition humaine geprägt und noch nicht gebührend gewürdigt worden ist. Die bisherigen Preisträgerinnen waren unter anderem Ursula Laquai-Ihm, Christiane Wartenberg, Gabriele Nasfeter (* 1950), Angelika Flaig (* 1950), Birgit Rehfeldt (* 1965) und Monika Schaber (* 1958).
Sabine Hoffmanns Kunst war realistisch, aber niemals plakativ, mit einem Hang zum Überhöhten, Symbolhaften.
Als Mitglied des Verbands Bildender Künstler und Künstlerinnen Württemberg beteiligte sie sich maßgeblich an der Publikation Künstlerschicksale im Dritten Reich in Württemberg und Baden anlässlich der 50. Wiederkehr der Münchener Ausstellung Entartete Kunst.

## Mitgliedschaften
Sabine Hoffmann war 1967 Mitbegründerin der Internationalen Hugo-Wolf-Akademie.
1972 hatte sie Tage der Menschenrechte in Stuttgart initiiert und war seit dieser Zeit mit Amnesty International verbunden.
Sie war Mitglied im Berufsverband Bildender Künstler und im Verband Bildender Künstler und Künstlerinnen Württemberg.
Sabine Hoffmann war Mit-Initiatorin des Künstlerhauses Stuttgart und maßgeblich am Stuttgarter Künstlerkreis MitMensch im Verband Bildender Künstler und Künstlerinnen Württemberg e.V. beteiligt.

## Ehrungen und Auszeichnungen
Sabine Hoffmann erhielt 1994 die Ehrengabe zum Lovis-Corinth-Preis der Künstlergilde Esslingen.
Zu ihrem 90. Geburtstag ehrte sie der Ministerpräsident von Baden-Württemberg, Winfried Kretschmann, durch seine Staatssekretärin Petra Olschowski mit der Staufermedaille.

## Ausstellungen
- 1967: Einzelausstellung am Institut für Auslandsbeziehungen in Stuttgart;
- 1969: II. Biennale Internationale in Bordeaux-Mérignac;
- 1969: Einzelausstellung in der Galerie Voelter in Ludwigsburg;
- 1970: Einzelausstellung in der Galerie des Berufsverbands Bildender Künstler in München;
- 1972: Einzelausstellung im Kunsthaus Bühler in Stuttgart;
- 1972: Einzelausstellung im Staatlichen Museum und Gedenkstätte Stutthof in Gdańsk in Polen; dort wurde auch ihr Werk Passio Poloniae lange ausgestellt;
- 1973: Einzelausstellung im Kunstverein München;
- 1974: Einzelausstellung im Rathaus in Waiblingen;
- 1974: Einzelausstellung im Institut français Stuttgart;
- 1975: Einzelausstellung in der Neuen Münchner Galerie in München;
- 1977: Einzelausstellung im Haus am Maiberg in Heppenheim (Bergstraße);
- 1977: Einzelausstellung im Haus Seel in Siegen in Westfalen;
- 1977: Kunstbuch zur Internationalen Buchkunst-Ausstellung in Leipzig;
- 1978: Einzelausstellung im Kunsthaus Fischinger in Stuttgart;
- 1978: Einzelausstellung in der Stadtbücherei Stuttgart;
- 1979: Einzelausstellung in der Galerie Claus K. Neutuschil in Darmstadt;
- 1979: Ausstellungsbeteiligung an der Ausstellung Künstler für den Frieden des DGB-Hauses in der Galerie im Lichthof in Stuttgart;
- 1981: Kunstbuch zur Ausstellung MIT MENSCH des Stuttgarter Künstlerkreises im Rathaus Stuttgart;
- 1981: Realistische Graphiken der Bundesrepublik Deutschland in Havanna/Kuba;
- 1982: Einzelausstellung in der Dienstag-Galerie im Künstlerhaus in Stuttgart;
- 1982: Kunstbuch zur Ausstellung Kunst für Postbauten im Bundesministerium für das Post- und Fernmeldewesen;
- 1982: Kunstbuch zur Internationalen Buchkunst-Ausstellung figura 3 in Leipzig;
- 1983: Ausstellungsbeteiligung an der Ausstellung Zeitzeichen des DGB-Hauses in der Galerie im Lichthof in Stuttgart;
- 1983: Ausstellungsbeteiligung an der Ausstellung Zeit des Sehens des Kunstvereins in der Villa Franck in Ludwigsburg;
- 1983: Kunstbuch zur Ausstellung Speculum der Galerie im Körnerpark in Berlin;
- 1984: Einzelausstellung in der Universitätsbibliothek Stuttgart;
- 1984: Kunstbuch zur Ausstellung Speculum im Frauenmuseum Bonn;
- 1984: Kunstbuch zur Ausstellung Gesammelte Angst im Kloster Maulbronn;
- 1984: Ausstellungsbeteiligung an der Ausstellung Weltbild – Bilderwelt im Kunstverein Stuttgart;
- 1985: Einzelausstellung im Rathaus Sindelfingen;
- 1985: Einzelausstellung in der Galerie der Stadt Plochingen;
- 1985: Ausstellungsbeteiligung an der Ausstellung Menschengesichter des Institut français in Stuttgart;
- 1985: Kunstbuch zur 1. Internationalen Graphik-Triennale gegen den Krieg in Lublin-Majdanek in Polen;
- 1985: Kunstbuch zur Ausstellung Menschen unterwegs im Foyer des Bundesfreiwilligendienstes (BfD) in Frankfurt am Main;
- 1985: Doppelausstellung mit Doris Cordes-Vollert in der Villa Ichon in Bremen;
- 1986: Ausstellungsbeteiligung im Rathaus Waiblingen;
- 1986: Ausstellungsbeteiligung an der Ausstellung Des hommes en routes der Vertretung der Deutschen Bundesbahn in Paris;
- 1986: Ausstellungsbeteiligung an der Ausstellung Dem Menschen auf der Spur in der Galerie unterm Turm in Stuttgart;
- 1986: Ausstellungsbeteiligung an der 2. Feministischen Buchmesse in Oslo;
- 1986: Kunstbuch zur Ausstellung Fest der tausend Frauen in der Alten Oper in Frankfurt am Main;
- 1987: Ausstellungsbeteiligung an der Ausstellung Bildende Künstler arbeiten zu Mädchenorchester in Auschwitz im Theaterfoyer Heilbronn;
- 1987: Einzelausstellung Der aufrechte Gang in der Evangelischen Akademie in Arnoldshain im Taunus;
- 1987: Kunstbuch zur Ausstellung Wasser in der Galerie unterm Turm in Stuttgart;
- 1987: Ausstellungsbeteiligung an der Ausstellung Wasser im Kunsthaus Hamburg;
- 1987: Kunstbuch zur Ausstellung Skulpturen an den Main an der Brücke Eiserner Steg in Frankfurt am Main;
- 1988: Doppelausstellung in Valréas in der Provence in Frankreich;
- 1988: Doppelausstellung  mit Sepp C. Meyer im Rathaus Stuttgart;
- 1988: Kunstbuch zur 2. Internationale Graphik-Triennale gegen den Krieg in Lublin-Majdanek in Polen;
- 1988: Kunstbuch zur Ausstellung Kreuzwege in der Dominikanerkirche (Kunsthalle) in Osnabrück;
- 1989: Doppelausstellung in der Studiengalerie der Universität Stuttgart;
- 1989: Doppelausstellung mit Traute Schiffer-Renschler im Künstlerhaus Ulm;
- 1989: Einzelausstellung in der Galerie Neues Rathaus in Leonberg;
- 1989: Ausstellungsbeteiligung an der Ausstellung Bilder für Afrika in der Kreuzkirche in Dresden;
- 1989: Kunstbuch zur Ausstellung Zeitvermerke im Kunstforum Ostdeutsche Galerie in Regensburg;
- 1989: Ausstellungsbeteiligung an der Ausstellung Sklavin oder Bürgerin (200 Jahre Französische Revolution) im Historischen Museum in Frankfurt am Main;
- 1990: Einzelausstellung im Straßenbahndepot Vogelsang in Stuttgart;
- 1990: Kunstbuch zur Ausstellung Mozart in Art in Mozarts Geburtshaus in Salzburg;
- 1990: Ausstellungsbeteiligung an der Ausstellung in der Bayerischen Vereinsbank in München
- 1990: Ausstellungsbeteiligung an der Ausstellung Fahnen für Rottweil in Rottweil;
- 1990: Ausstellungsbeteiligung an der Ausstellung Courage in der Galerie im Brechthaus in Augsburg;
- 1991: Ausstellungsbeteiligung an der Ausstellung Ich denke an ... in der Galerie Karin Gundel in Freiberg am Neckar;
- 1991: Kunstbuch zur Ausstellung Künstlergilde ’91 in der Villa Merkel in Esslingen am Neckar;
- 1991: Einzelausstellung in der Galerie und Museum in Engen im Hegau;
- 1991: Einzelausstellung des Kunstvereins in der Galerie Kunstlicht in Schorndorf;
- 1991: Einzelausstellung in der Galerie der Künstlergilde in Esslingen;
- 1991: Ausstellungsbeteiligung in der Barbican Centre Gallery in London;
- 1991: Kunstbuch zur Ausstellung Vaihinger Kunstsommer in der Peterskirche in Vaihingen an der Enz;
- 1991: Ausstellungsbeteiligung an der Ausstellung im Durchgangsgeschoss von Schloss Solitude in Stuttgart;
- 1992: Einzelausstellung und Kunstbuch zur Ausstellung WEG-MARKEN im Rathaus und Kameralamt in Waiblingen;
- 1992: Einzelausstellung im Städtischen Museum und Galerie in Engen im Hegau;
- 1992: Ausstellungsbeteiligung an der Ausstellung im Künstlerhaus in Stuttgart;
- 1993: Einzelausstellung Erinnerung und Mahnung im Luftschutzstollen in Böblingen;
- 1994: Doppelausstellung in der Galerie Dr. Christiane Müller in Berlin;
- 1994: Start des internationalen Projekts FARBEN DER GESCHICHTE in der Staatlichen Kunstgalerie in Kaliningrad in Russland, das an weiteren Orten fortgesetzt wurde, unter anderem in Durban in Südafrika, Gdańsk in Polen, Jerusalem, New York, Paris, Vilnius in Litauen;
- 1995: Ausstellungsbeteiligung an der Ausstellung im Kunstforum Ostdeutsche Galerie in Regensburg;
- 1995: Ausstellungsbeteiligung an der Ausstellung in der Villa Merkel in Esslingen;
- 1996: Einzelausstellung Artworks in Stuttgart;
- 1997: Einzelausstellung in der Inselgalerie in Berlin;
- 1997: Ausstellungsbeteiligung an der Ausstellung zeitgleich in der Klosteranlage Bebenhausen;
- 1997: Einzelausstellung Ruheraum in der Inselgalerie in Berlin;
- 1997: Ausstellungsbeteiligung an der Ausstellung im Frauenmuseum in Bonn;
- 1997: Ausstellungsbeteiligung an der Ausstellung zum 1000-jährigen Bestehen von Gdańsk im Universitätsinstitut für Biologie und Geographie (ehemals Victoria-Schule) in Gdańsk;
- 1998: Doppelausstellung Vier Räume mit Niels Tofahrn in der Städtischen Galerie unterm Turm in Stuttgart;
- 1998: Ausstellungsbeteiligung an der Ausstellung in der Galerie am Fischmarkt (heute Kunsthalle) in Erfurt;
- 1998: Ausstellungsbeteiligung an der Ausstellung in der Dominikanerkirche (Kunsthalle) in Osnabrück;
- 2000: Einzelausstellung in der Kleinen Synagoge in Erfurt;
- 2000: Ausstellungsbeteiligung an der Ausstellung im Buchmuseum der Sächsischen Landesbibliothek – Staats- und Universitätsbibliothek in Dresden;
- 2000: Einzelausstellung in der Stadtbücherei in Stuttgart-Degerloch;
- 2000: Ausstellungsbeteiligung an der Ausstellung in der Martinskirche Sindelfingen;
- 2000: Ausstellungsbeteiligung an der Ausstellung Zweite Internationale Triennale des Künstlerbuchs in der Galerie Bokartas in Vilnius in Litauen;
- 2001: Projekt EUROMARE (ephemere Installation im Freien) auf der Kurischen Nehrung in Litauen;
- 2001: Ausstellungsbeteiligung an der Ausstellung in der Galerie 5020 in Wagrain in Österreich;
- 2001: Ausstellungsbeteiligung bei der Ausstellung bei Karstadt in Dresden;
- 2002: Einzelausstellung Im innersten Kreis der Dresdner Session ’89 in der galerie drei in Dresden;
- 2002: Einzelausstellung im Atelier des Landschaftsarchitekten Michael Glück in Stuttgart;
- 2003: Einzelausstellung und Kunstbuch Aus der Stille (Werke in der Sammlung Würth) im Museum Hirschwirtscheuer in Künzelsau;
- 2003: Einzelausstellung zum Holocaust-Gedenktag im Geschwister-Scholl-Gymnasium in Stuttgart;
- 2003: Einzelausstellung mit Podiumsdiskussion Gewalt und Identität im Alten Theaterhaus in Stuttgart;
- 2003: Einzelausstellung anlässlich der erstmaligen Verleihung des Stuttgarter Friedenspreises im Neuen Theaterhaus in Stuttgart;
- 2003: Kunstbuch zur Dritten Internationalen Triennale des Künstlerbuchs in der Galerie Bokartas in Vilnius in Litauen;
- 2003: Ausstellungsbeteiligung an der Ausstellung im Thomas-Mann-Kulturzentrum in Nida auf der Kurischen Nehrung in Litauen;
- 2004: Einzelausstellung im Atelier des Landschaftsarchitekten Michael Glück in Stuttgart;
- 2004: Wanderausstellung Künstler arbeiten zu Eduard Mörike in Gerlingen, Sindelfingen, Schwäbisch Hall und Aalen;
- 2004: Ausstellungsbeteiligung an der Ausstellung in der Kunsthalle Würth in Schwäbisch Hall;
- 2004: Ausstellungsbeteiligung an der Ausstellung in der Galerie Carrée d‘artiste in Lille;
- 2004: Ausstellungsbeteiligung an der Buchmesse in Frankfurt am Main:
- 2004: Ausstellungsbeteiligung an den Ausstellungen im Kulturcenter Rundetårn und Herlev sowie im Kulturcenter Gammelgaard in Kopenhagen;
- 2004: Ausstellungsbeteiligung an der Ausstellung im Museum Włokiennictwa in Łódż;
- 2005: Einzelausstellung in der BW Bank in Stuttgart;
- 2006: Einzelausstellung Menschen, Mauern im Kunstzentrum Karlskaserne in Ludwigsburg;
- 2006: Einzelausstellung in der Galerie kunst im heppächer in Esslingen;
- 2006: Einzelausstellung Sein und Werden in der Inselgalerie in Berlin;
- 2006: Ausstellungsbeteiligung an der Ausstellung in der Galerie in der Zehntscheuer in Möglingen;
- 2007: Ausstellungsbeteiligung an der Ausstellung im Alten Rathaus in Göttingen;
- 2007: Einzelausstellung in der Galerie Angelika Flaigin Kornwestheim;
- 2008: Einzelausstellung im Künstlerhaus in Göttingen;
- 2008: Doppelausstellung in der Galerie kunst im heppächer in Esslingen;
- 2010: Ausstellungsbeteiligung an der Ausstellung im Kunstbezirk im Gustav-Siegle-Haus in Stuttgart;
- 2011: Einzelausstellung im Hohenwart Forum in Pforzheim;
- 2011: Einzelausstellung Schutzbefohlen in der Kirche am Hohenzollernplatz in Berlin;
- 2011: Doppelausstellung im Studio 57A Galerie ABTART in Stuttgart;
- 2012: Einzelausstellung im Hospitalhof in Stuttgart;
- 2013: Einzelausstellung Sein und Werden des Kunstvereins Feuerbach in Stuttgart[10];
- 2014: Doppelausstellung im Hospitalhof in Stuttgart;
- 2014/2015: Ausstellungsbeteiligung an der Ausstellung Gott und die Lust zur Mechanik. Zeitgenössische Künstler und das Erbe von Philipp Matthias Hahn in Museen der Stadt in Westheim (Rosengarten);
- 2015: Ausstellungsbeteiligung an der Ausstellung IM SCHWARZEN RAUM im Kunstbezirk im Gustav-Siegle-Haus in Stuttgart;
- 2015: Ausstellungsbeteiligung an der Ausstellung im Hospitalhof in Stuttgart;
- 2015: Kunstbuch zur Siebten Internationalen Triennale des Künstlerbuchs in der Galerie Bokartas in Vilnius in Litauen;
- 2015: Ausstellungsbeteiligung an der Ausstellung Einsprüche in der Willner Brauerei in Berlin-Pankow;
- 2016: Einzelausstellung Weg und Werk im Hohenwart Forum in Pforzheim;
- 2018: Gedenkausstellung VERGESSEN-WEITERLEBEN Sabine Hoffmann (1926–2016) in der Inselgalerie in Berlin.